# Discoverer 1
Discoverer 1 – amerykański satelita technologiczny. Stanowił część tajnego programu CORONA. Discoverer 1 był pierwszym w historii satelitą, który osiągnął orbitę polarną. 

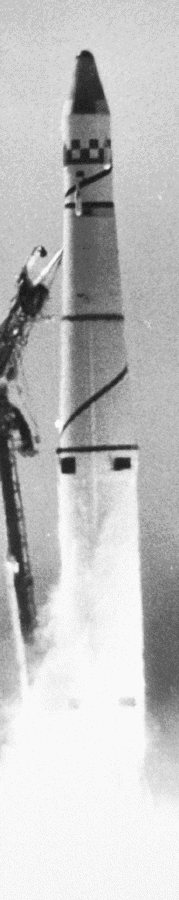
Start rakiety Thor Agena A z satelitą Discoverer 1, 28 lutego 1959.

Satelitę skonstruowała firma Lockheed. Statek był zaadaptowanym członem rakietowym Agena A. Przystosowano go do przenoszenia systemu fotograficznego i kapsuły powrotnej (Discoverer 1 nie posiadał obu tych systemów), poprzez doczepienie do szczytu członu stożkowej obudowy. Znajdowało się tam 18 kg wyposażenia służącego do łączności i przesyłania telemetrii. W skład aparatury wchodziły: wysokoczęstotliwościowy nadajnik radiowy małej mocy (do namierzania statku z Ziemi) i radionadajnik radarowy przyjmujący komendy i umożliwiający dalekosiężne namierzanie radarowe statku. Piętnaście kanałów telemetrii (10 ciągłych i 5 komutowanych) było używanych do przesyłania informacji o prawie 100 aspektach pracy statku.